# Krista Bridges
Krista Bridges (* 4. November 1968 als Krista Pontes  in Ontario) ist eine kanadische Schauspielerin.

## Leben
Krista Bridges besuchte die Brampton Centennial Secondary School in Brampton. Bridges ist Mutter von zwei Kindern.
Ihre erste Rolle hatte Bridges in der achten Folge der ersten Staffel in der Fernsehserie Krieg der Welten. Anschließend erhielt sie kleinere Rollen in weiteren Serien, bis sie 1998 in der Nebenrolle der Rose Thornton in der kanadischen Fernsehserie Power Play zu sehen war. Im Jahr 1994 wirkte sie in dem Fernsehfilm Ein raffinierter Coup und 1997 in Plädoyer für einen Killer mit. Danach folgten Gastauftritte in Strong Medicine: Zwei Ärztinnen wie Feuer und Eis, Mutant X und Relic Hunter – Die Schatzjägerin, bevor sie im Jahr 2005 in dem Horrorfilm Land of the Dead als Motown eine Rolle erhielt. In dem Filmdrama Der Schrei der Eule aus dem Jahr 2009 ist sie als Elaine zu sehen. Als Agentin Susan Pascale wirkte sie in dem Fernsehfilm Wer ist Clark Rockefeller? mit, bei dem Mikael Salomon als Regisseur verantwortlich war. Dabei stand sie neben Eric McCormack als Clark Rockefeller und Sherry Stringfield als Sandra Boss vor der Kamera. Im Horrorthriller House at the End of the Street spielte sie die Rolle der Mary, während Jennifer Lawrence, Elisabeth Shue und Max Thieriot in den Hauptrollen zu sehen sind.

## Filmografie (Auswahl)
- 1988: Krieg der Welten (War of the Worlds, Fernsehserie, Folge 1x08 To Heal the Leper)
- 1989: Ultraman – Mein geheimes Ich (My Secret Identity, Fernsehserie, 2 Folgen)
- 1989–1990: Der Hitchhiker (The Hitchhiker, Fernsehserie, 2 Folgen)
- 1994: RoboCop (Fernsehserie, Folge 1x17 Sisters in Crime)
- 1994: Ein raffinierter Coup (Soft Deceit)
- 1997: Plädoyer für einen Killer (Melanie Darrow, Fernsehfilm)
- 1998–2000: Power Play (Fernsehserie, 26 Folgen)
- 2000: Strong Medicine: Zwei Ärztinnen wie Feuer und Eis (Strong Medicine, Fernsehserie, Pilot)
- 2002: Relic Hunter – Die Schatzjägerin (Relic Hunter, Fernsehserie, Folge 3x16 Under the Ice)
- 2003: Mutant X (Fernsehserie, Fernsehserie, Folge 3x08 Wasteland)
- 2005: Land of the Dead
- 2007: The Dresden Files (Fernsehserie, Folge 1x03)
- 2009, 2022: Murdoch Mysteries (Fernsehserie, 2 Folgen)
- 2009: Der Schrei der Eule (The Cry ot the Owl)
- 2009: Flashpoint – Das Spezialkommando (Flashpoint, Fernsehserie, Folge 2x21 The Good Citizen)
- 2010: Durham County – Im Rausch der Gewalt (Durham County, Fernsehserie, 6 Folgen)
- 2010: Wer ist Clark Rockefeller? (Who Is Clark Rockefeller?, Fernsehfilm)
- 2011: Faces in the Crowd
- 2012: Rookie Blue (Fernsehserie, 1 Folge)
- 2012: The Listener – Hellhörig (The Listener, Fernsehserie, 1 Folge)
- 2012: XIII – Die Verschwörung (XIII: The Series, Fernsehserie, 1 Folge)
- 2012: House at the End of the Street
- 2012–2014: Republic of Doyle – Einsatz für zwei (Republic of Doyle, Fernsehserie, 19 Folgen)
- 2013: Hannibal (Fernsehserie, 1 Folge)
- 2013: Haven (Fernsehserie, 1 Folge)
- 2013: Nikita (Fernsehserie, 1 Folge)
- 2013: Verliebt in Molly (Molly Maxwell)
- 2014: Saving Hope (Fernsehserie, 1 Folge)
- 2015: Coconut Hero
- 2015: Blitzschlag – Gefangen im Gewittersturm (Deadly Voltage)
- 2015: The Colossal Failure of the Modern Relationship
- 2015–2016: Heroes Reborn (Fernsehserie, 10 Folgen)
- 2016: Eyewitness (Fernsehserie, 1 Folge)
- 2016: Incorporated (Fernsehserie, 1 Folge)
- 2016–2017: 19-2 (Fernsehserie, 11 Folgen)
- 2017: Killjoys (Fernsehserie, 1 Folge)
- 2017: Ransom (Fernsehserie, 2 Folgen)
- 2017: Suits (Fernsehserie, 2 Folgen)
- 2018: Schitt’s Creek (Fernsehserie, 1 Folge)
- 2018: Isabelle
- 2018–2022: The Expanse (Fernsehserie, 4 Folgen)
- 2019: Astronaut
- 2019: Goliath
- 2019: Homekilling Queen (Fernsehfilm)
- 2020: Vier Freunde und die Geisterhand (Ghostwriter, Fernsehserie, 2 Folgen)
- 2020: A Family’s Nightmare (Fernsehfilm)
- 2021: The Boathouse
- 2021: Webcam Cheerleaders (Fernsehfilm)
- 2021: The Lost Symbol (Fernsehserie, 1 Folge)
- 2021: Titans (Fernsehserie, 1 Folge)
- 2022: I Like Movies
- 2022: Coroner – Fachgebiet Mord (Coroner, Fernsehserie, 1 Folge)
- 2022: Workin’ Moms (Fernsehserie, 4 Folgen)
- 2022: Transplant (Fernsehserie, 2 Folgen)
- 2022: The Umbrella Academy (Fernsehserie, 1 Folge)
- 2022: The Good Doctor (Fernsehserie, 1 Folge)
- 2023: Accused (Fernsehserie, 1 Folge)
- 2023: Fire Country (Fernsehserie, 1 Folge)
- 2023: One Deadly Decision (Fernsehfilm)
- 2023: Suze
- 2023: Dream Scenario
- 2024: Hudson & Rex (Fernsehserie, 1 Folge)
- 2024: If I Go Missing (Fernsehfilm)
- 2024: Heartland – Paradies für Pferde (Heartland, Fernsehserie, 1 Folge)
- 2025: Saint-Pierre (Fernsehserie)
- 2025: Doc (Fernsehserie)